# 高見駅
高見駅（たかみえき）は、かつて岐阜県岐阜市にあった、名古屋鉄道高富線の駅。

## 歴史
1913年、高富線が前身である長良軽便鉄道の路線として開通したのに合わせて開業した。1948年ころからは無人駅となっている。その後高富線は1960年に全線が廃線となり、これに伴い当駅も廃止されている。
- 1913年（大正2年）12月25日 - 長良軽便鉄道の長良北町駅 - 高富駅間の開通と同時に開業[1][2]。
- 1915年（大正4年）11月20日 - 長良軽便鉄道と美濃電気軌道市内線が接続され、11月26日より両線で直通運転開始[2]。
- 1920年（大正9年）9月10日 - 合併により美濃電気鉄道高富線の駅となる[2]。
- 1930年（昭和5年）8月20日 - 美濃電気軌道が名古屋鉄道（初代。同年中に名岐鉄道に改称し、1935年より名古屋鉄道に再改称）に合併。同社の高富線の駅となる[2]。
- 1948年（昭和23年）11月1日以前 - 無人化[3]。
- 1960年（昭和35年）4月22日 - 高富線廃止に伴い、廃駅となる[2]。

## 駅構造
- 単式1面1線の乗り場であった。小規模な待合所が設置されていた[4]。

## その他
- 駅跡は、岐阜バス「長良高見」停留所付近である。道路（現・国道256号）拡張の影響で痕跡は残っていない。

## 隣の駅
名古屋鉄道
高富線
長良北町駅 - 高見駅 - 下岩崎駅
- 1922年までは隣の長良北町駅との間に北町駅（きたまちえき）が存在した。